# Hieracium canipediforme
Hieracium canipediforme es una especie de planta con flor del género Hieracium, de la familia Asteraceae, orden Asterales.

## Distribución
Hieracium canipediforme se distribuye por Suecia.

## Taxonomía
Fue descrita científicamente por Dahlst. Fue publicada en Ark. Bot. 17(2): 4 (1922).